# Remi Baert
Remi Achille Baert (Sint-Eloois-Vijve, 10 maart 1903 - Keulen, 10 februari 1965) was een Belgisch diplomaat. Hij was een van de eerste Vlaamse ambassadeurs na de Tweede Wereldoorlog.

## Biografie
Remi Baert studeerde voor onderwijzer in Torhout, waarna hij twee jaar les gaf in Menen en vervolgens als bediende bij Gevaert in Mortsel werkte. Hierna behaalde hij het diploma van licentiaat in de politieke en sociale wetenschappen en promoveerde hij tot doctor in de handelswetenschappen aan de Katholieke Universiteit Leuven.
In 1932 trad hij in dienst van Buitenlandse Zaken. Hij was van 1933 tot 1937 consulaatsattaché en van 1937 tot 1940 viceconsul in Den Haag, waarna hij in Londen verbleef. Hij werd er in 1942 consul en was eveneens verbonden aan de dienst voor beheer en liquidatie. In 1944 werd hij gezantschapsraad op de ambassade.
In 1945 keerde Baert terug naar Den Haag, eerst als lid van de ambassaderaad, in 1948 als lid van de handelsraad. In 1951 werd hij bijzonder gezant en gevolmachtigd minister in Athene. In 1956 werd hij er ambassadeur. In 1959 werd hij ambassadeur in Bonn. Hij overleed onverwacht in 1965 in een ziekenhuis in Keulen.

## Eerbetoon
In 1964 werd Baert ereburger van Kortrijk.
Zijn geboortehuis in Sint-Eloois-Vijve werd erkend als beschermd monument. De straat waaraan dit huis is gelegen werd tot de Remi Baertlaan omgedoopt.